# 秃突佳
秃突佳（?—?），柔然人。第十任可汗伏图子，第十三任可汗阿那瓌的兄弟。
阿那瓌把女儿蠕蠕公主嫁给东魏丞相高欢。545年，头兵可汗阿那瓌派秃突佳前来护送他的女儿，作为对东魏的回访。阿那瓌告诫公主说：“等到看见外孙之后你再回来。”公主性格严肃刚毅，终身不肯说汉语。高欢有次病了，不能前往去她的住处，秃突佳很有怨气，高欢便立即抱病登车去公主那里。 